# Arturo a los 30
Arturo a los 30 es una película de comedia argentina de 2023 dirigida por Martín Shanly.
La película fue seleccionada para competir en el Festival de Cine de Berlín 2023 en la sección Forum. A su vez fue elegida para competir como la mejor película de la Competencia Argentina en la el Buenos Aires Festival Internacional de Cine Independiente de 2023.

## Sinopsis
De camino a una boda, Arturo sufre un accidente del que sale ileso, pero que desencadena una serie de recuerdos que le obligan a afrontar duelos postergados y aceptar los aspectos más oscuros de su personalidad.

## Premios y nominaciones
| Año  | Premio/Festival de Cine                                      | Fecha del evento                  | Categoría                  | Nominado                         | Resultado     | Ref.  |
| ---- | ------------------------------------------------------------ | --------------------------------- | -------------------------- | -------------------------------- | ------------- | ----- |
| 2023 | Festival de Berlín                                           | 16 de febrero al 26 de febrero    | Forum                      | Arturo a los 30                  | Participación | [ 1 ] |
| 2023 | Buenos Aires Festival Internacional de Cine Independiente    | 19 de abril al 1 de mayo          | Competencia argentina      | Arturo a los 30                  | Nominado      | [ 3 ] |
| 2023 | Buenos Aires Festival Internacional de Cine Independiente    | 19 de abril al 1 de mayo          | Premio del público         | Arturo a los 30                  | Ganador       |       |
| 2023 | Buenos Aires Festival Internacional de Cine Independiente    | 19 de abril al 1 de mayo          | Mejor dirección            | Martín Shanly                    | Ganador       |       |
| 2023 | Buenos Aires Festival Internacional de Cine Independiente    | 19 de abril al 1 de mayo          | Premio ASA al Mejor Sonido | Nahuel Palenque y Virginia Scaro | Ganador       |       |
| 2023 | Festival Internacional de Cine de Las Palmas de Gran Canaria | 19 de abril al 28 de abril        | Mejor interpretación       | Martín Shanly                    | Ganador       |       |
| 2023 | Torino Film Festival                                         | 24 de Noviembre al 2 de Diciembre | Mejor actor                | Martín Shanly                    | Ganador       |       |